# Lista di asteroidi (698001-699000)
Di seguito una lista di asteroidi dal numero 698001  al 699000 con data di scoperta e scopritore.

## 698001–698100
| Nome   | Designazione provvisoria | Data di scoperta  | Scopritore          |
| ------ | ------------------------ | ----------------- | ------------------- |
| 698001 | 2017 SM4                 | 18 ottobre 2012   | Mount Lemmon Survey |
| 698002 | 2017 SR7                 | 16 settembre 2017 | Pan-STARRS          |
| 698003 | 2017 SC15                | 19 settembre 2017 | Pan-STARRS          |
| 698004 | 2017 SW22                | 15 settembre 2013 | Mount Lemmon Survey |
| 698005 | 2017 SB35                | 25 settembre 2017 | Pan-STARRS          |
| 698006 | 2017 SH46                | 21 settembre 2009 | Spacewatch          |
| 698007 | 2017 SA47                | 17 gennaio 2015   | Pan-STARRS          |
| 698008 | 2017 SO49                | 16 settembre 2017 | Pan-STARRS          |
| 698009 | 2017 SQ49                | 6 settembre 2013  | Spacewatch          |
| 698010 | 2017 SO51                | 12 agosto 2013    | Pan-STARRS          |
| 698011 | 2017 SX56                | 30 luglio 2017    | Pan-STARRS          |
| 698012 | 2017 ST57                | 1 maggio 2016     | CTIO-DECam          |
| 698013 | 2017 SY57                | 19 ottobre 2003   | SDSS Collaboration  |
| 698014 | 2017 SW59                | 20 agosto 2017    | Pan-STARRS          |
| 698015 | 2017 SR60                | 5 maggio 2008     | Mount Lemmon Survey |
| 698016 | 2017 SB61                | 9 novembre 2013   | Pan-STARRS          |
| 698017 | 2017 ST63                | 10 febbraio 2011  | Mount Lemmon Survey |
| 698018 | 2017 SP65                | 17 novembre 2009  | Mount Lemmon Survey |
| 698019 | 2017 SO66                | 21 agosto 2006    | Spacewatch          |
| 698020 | 2017 SD74                | 14 gennaio 2015   | Pan-STARRS          |
| 698021 | 2017 SY76                | 14 novembre 1995  | Spacewatch          |
| 698022 | 2017 ST81                | 9 marzo 2007      | Spacewatch          |
| 698023 | 2017 SO82                | 25 febbraio 2011  | Mount Lemmon Survey |
| 698024 | 2017 SM83                | 9 novembre 2013   | Pan-STARRS          |
| 698025 | 2017 SN83                | 4 settembre 2008  | Spacewatch          |
| 698026 | 2017 SO83                | 29 ottobre 2005   | Mount Lemmon Survey |
| 698027 | 2017 SQ83                | 3 giugno 2008     | Spacewatch          |
| 698028 | 2017 SD91                | 25 settembre 2013 | Mount Lemmon Survey |
| 698029 | 2017 SC92                | 20 agosto 2017    | Pan-STARRS          |
| 698030 | 2017 SW92                | 1 ottobre 2013    | Mount Lemmon Survey |
| 698031 | 2017 SR103               | 14 marzo 2011     | Mount Lemmon Survey |
| 698032 | 2017 ST104               | 23 settembre 2008 | Mount Lemmon Survey |
| 698033 | 2017 SX108               | 26 ottobre 2009   | Mount Lemmon Survey |
| 698034 | 2017 SF109               | 29 luglio 2017    | Pan-STARRS          |
| 698035 | 2017 SZ109               | 1 novembre 2013   | Spacewatch          |
| 698036 | 2017 SO110               | 4 marzo 2006      | Spacewatch          |
| 698037 | 2017 ST115               | 1 luglio 2013     | SSS                 |
| 698038 | 2017 SH116               | 1 dicembre 2008   | LINEAR              |
| 698039 | 2017 SS117               | 3 ottobre 2008    | Mount Lemmon Survey |
| 698040 | 2017 SW121               | 15 febbraio 2015  | Pan-STARRS          |
| 698041 | 2017 SU124               | 14 luglio 2013    | Pan-STARRS          |
| 698042 | 2017 SS125               | 1 agosto 2017     | Pan-STARRS          |
| 698043 | 2017 SB127               | 2 novembre 2008   | Mount Lemmon Survey |
| 698044 | 2017 SL131               | 17 settembre 2013 | Mount Lemmon Survey |
| 698045 | 2017 SZ132               | 23 settembre 2017 | Pan-STARRS          |
| 698046 | 2017 SA133               | 26 settembre 2017 | Mount Lemmon Survey |
| 698047 | 2017 SM135               | 28 novembre 2013  | Pan-STARRS          |
| 698048 | 2017 SV138               | 22 settembre 2017 | Pan-STARRS          |
| 698049 | 2017 SK140               | 27 settembre 2017 | Mount Lemmon Survey |
| 698050 | 2017 SK147               | 23 settembre 2017 | Pan-STARRS          |
| 698051 | 2017 SV151               | 26 settembre 2017 | Pan-STARRS          |
| 698052 | 2017 SJ152               | 30 settembre 2017 | Mount Lemmon Survey |
| 698053 | 2017 SV152               | 24 settembre 2017 | Pan-STARRS          |
| 698054 | 2017 SJ167               | 24 settembre 2017 | Pan-STARRS          |
| 698055 | 2017 SN187               | 29 settembre 2017 | Pan-STARRS          |
| 698056 | 2017 SD190               | 17 settembre 2017 | Pan-STARRS          |
| 698057 | 2017 SF190               | 16 settembre 2017 | Pan-STARRS          |
| 698058 | 2017 SK192               | 24 settembre 2017 | Pan-STARRS          |
| 698059 | 2017 SW196               | 30 settembre 2017 | Pan-STARRS          |
| 698060 | 2017 SZ196               | 26 settembre 2017 | Pan-STARRS          |
| 698061 | 2017 SB198               | 24 settembre 2017 | Pan-STARRS          |
| 698062 | 2017 SD198               | 17 settembre 2017 | Pan-STARRS          |
| 698063 | 2017 SR198               | 27 settembre 2017 | Pan-STARRS          |
| 698064 | 2017 ST198               | 24 settembre 2017 | Pan-STARRS          |
| 698065 | 2017 SB199               | 26 settembre 2017 | Pan-STARRS          |
| 698066 | 2017 SL199               | 19 settembre 2017 | Pan-STARRS          |
| 698067 | 2017 SN199               | 23 settembre 2017 | Pan-STARRS          |
| 698068 | 2017 ST199               | 16 settembre 2017 | Pan-STARRS          |
| 698069 | 2017 SZ199               | 24 settembre 2017 | Pan-STARRS          |
| 698070 | 2017 SJ200               | 19 settembre 2017 | Pan-STARRS          |
| 698071 | 2017 SL200               | 24 settembre 2017 | Pan-STARRS          |
| 698072 | 2017 SL203               | 19 settembre 2017 | Pan-STARRS          |
| 698073 | 2017 ST203               | 27 settembre 2017 | Mount Lemmon Survey |
| 698074 | 2017 SC205               | 16 settembre 2017 | Pan-STARRS          |
| 698075 | 2017 ST205               | 17 settembre 2017 | Pan-STARRS          |
| 698076 | 2017 SC206               | 23 settembre 2017 | Pan-STARRS          |
| 698077 | 2017 SG206               | 30 settembre 2017 | Pan-STARRS          |
| 698078 | 2017 SK207               | 30 settembre 2017 | Pan-STARRS          |
| 698079 | 2017 SL207               | 17 settembre 2017 | Pan-STARRS          |
| 698080 | 2017 SO208               | 24 settembre 2017 | Pan-STARRS          |
| 698081 | 2017 SP208               | 19 settembre 2017 | Pan-STARRS          |
| 698082 | 2017 SS208               | 25 settembre 2017 | Pan-STARRS          |
| 698083 | 2017 SE209               | 24 settembre 2017 | Pan-STARRS          |
| 698084 | 2017 SF209               | 24 settembre 2017 | Pan-STARRS          |
| 698085 | 2017 SE210               | 30 settembre 2017 | Pan-STARRS          |
| 698086 | 2017 SJ210               | 25 settembre 2017 | Pan-STARRS          |
| 698087 | 2017 ST210               | 11 aprile 2015    | Mount Lemmon Survey |
| 698088 | 2017 SG211               | 31 agosto 2017    | Pan-STARRS          |
| 698089 | 2017 SU211               | 26 settembre 2017 | Pan-STARRS          |
| 698090 | 2017 SV211               | 17 settembre 2017 | Pan-STARRS          |
| 698091 | 2017 SN212               | 20 aprile 2015    | Pan-STARRS          |
| 698092 | 2017 SV212               | 25 settembre 2017 | Pan-STARRS          |
| 698093 | 2017 SW212               | 30 settembre 2017 | Pan-STARRS          |
| 698094 | 2017 SZ212               | 25 settembre 2017 | Pan-STARRS          |
| 698095 | 2017 SA213               | 23 settembre 2017 | Pan-STARRS          |
| 698096 | 2017 SE214               | 6 ottobre 2008    | Mount Lemmon Survey |
| 698097 | 2017 SS215               | 17 settembre 2017 | Pan-STARRS          |
| 698098 | 2017 SN219               | 23 settembre 2017 | Pan-STARRS          |
| 698099 | 2017 SR223               | 23 settembre 2017 | Pan-STARRS          |
| 698100 | 2017 SZ223               | 25 settembre 2017 | Pan-STARRS          |

## 698101–698200
| Nome   | Designazione provvisoria | Data di scoperta  | Scopritore                 |
| ------ | ------------------------ | ----------------- | -------------------------- |
| 698101 | 2017 ST225               | 30 settembre 2017 | Pan-STARRS                 |
| 698102 | 2017 SX225               | 25 settembre 2017 | Pan-STARRS                 |
| 698103 | 2017 SB226               | 25 settembre 2017 | Pan-STARRS                 |
| 698104 | 2017 SF226               | 21 settembre 2017 | Pan-STARRS                 |
| 698105 | 2017 SD227               | 19 settembre 2017 | Pan-STARRS                 |
| 698106 | 2017 SH247               | 19 settembre 2017 | Pan-STARRS                 |
| 698107 | 2017 SQ247               | 19 settembre 2017 | Pan-STARRS                 |
| 698108 | 2017 SF255               | 21 settembre 2017 | Pan-STARRS                 |
| 698109 | 2017 SO255               | 21 settembre 2017 | Pan-STARRS                 |
| 698110 | 2017 SH256               | 30 settembre 2017 | Mount Lemmon Survey        |
| 698111 | 2017 SA266               | 19 settembre 2017 | Pan-STARRS                 |
| 698112 | 2017 ST274               | 20 gennaio 2015   | Pan-STARRS                 |
| 698113 | 2017 SP278               | 17 settembre 2017 | Pan-STARRS                 |
| 698114 | 2017 SJ282               | 21 settembre 2017 | Pan-STARRS                 |
| 698115 | 2017 SP284               | 19 settembre 2017 | Pan-STARRS                 |
| 698116 | 2017 SP285               | 19 settembre 2017 | Pan-STARRS                 |
| 698117 | 2017 SX297               | 21 settembre 2017 | Pan-STARRS                 |
| 698118 | 2017 SG305               | 6 gennaio 2003    | I. dell'Antonio, D. Loomba |
| 698119 | 2017 SH306               | 1 ottobre 2013    | Mount Lemmon Survey        |
| 698120 | 2017 SK307               | 16 settembre 2017 | Pan-STARRS                 |
| 698121 | 2017 SL307               | 24 settembre 2017 | Pan-STARRS                 |
| 698122 | 2017 SW321               | 27 novembre 2013  | Pan-STARRS                 |
| 698123 | 2017 SY369               | 17 agosto 2012    | Pan-STARRS                 |
| 698124 | 2017 TP3                 | 21 ottobre 2004   | LINEAR                     |
| 698125 | 2017 TT9                 | 13 gennaio 2004   | Spacewatch                 |
| 698126 | 2017 TU10                | 20 agosto 2004    | Spacewatch                 |
| 698127 | 2017 TV10                | 17 febbraio 2015  | Pan-STARRS                 |
| 698128 | 2017 TP12                | 17 agosto 2013    | A. Oreshko                 |
| 698129 | 2017 TK13                | 21 settembre 2017 | Pan-STARRS                 |
| 698130 | 2017 TE21                | 27 novembre 2013  | Pan-STARRS                 |
| 698131 | 2017 TC25                | 15 settembre 2017 | Pan-STARRS                 |
| 698132 | 2017 TM25                | 23 settembre 2017 | Pan-STARRS                 |
| 698133 | 2017 TB26                | 14 ottobre 2017   | Mount Lemmon Survey        |
| 698134 | 2017 TN27                | 15 ottobre 2017   | Mount Lemmon Survey        |
| 698135 | 2017 TY27                | 14 ottobre 2017   | Mount Lemmon Survey        |
| 698136 | 2017 TJ30                | 3 maggio 2016     | CTIO-DECam                 |
| 698137 | 2017 TL31                | 15 ottobre 2017   | Mount Lemmon Survey        |
| 698138 | 2017 TY36                | 11 ottobre 2017   | Pan-STARRS                 |
| 698139 | 2017 TW39                | 13 settembre 2017 | Pan-STARRS                 |
| 698140 | 2017 UY2                 | 3 gennaio 2013    | B. Linero, I. d. l. Cueva  |
| 698141 | 2017 UX3                 | 14 ottobre 2009   | Mount Lemmon Survey        |
| 698142 | 2017 UB7                 | 20 settembre 2009 | Spacewatch                 |
| 698143 | 2017 UE16                | 28 novembre 2013  | Pan-STARRS                 |
| 698144 | 2017 UO23                | 19 ottobre 2010   | Mount Lemmon Survey        |
| 698145 | 2017 UB31                | 4 ottobre 2013    | Mount Lemmon Survey        |
| 698146 | 2017 UE32                | 7 agosto 2008     | Spacewatch                 |
| 698147 | 2017 US34                | 24 settembre 2017 | Mount Lemmon Survey        |
| 698148 | 2017 UF38                | 12 dicembre 2013  | Pan-STARRS                 |
| 698149 | 2017 UC42                | 25 gennaio 2009   | Spacewatch                 |
| 698150 | 2017 US43                | 1 settembre 2017  | Pan-STARRS                 |
| 698151 | 2017 UW43                | 22 ottobre 2008   | LINEAR                     |
| 698152 | 2017 UN49                | 15 aprile 2008    | Mount Lemmon Survey        |
| 698153 | 2017 UJ51                | 13 dicembre 2015  | Pan-STARRS                 |
| 698154 | 2017 UE53                | 29 ottobre 2017   | Pan-STARRS                 |
| 698155 | 2017 UC55                | 19 aprile 2015    | CTIO-DECam                 |
| 698156 | 2017 UH55                | 8 ottobre 2008    | CSS                        |
| 698157 | 2017 UP57                | 16 ottobre 2017   | Mount Lemmon Survey        |
| 698158 | 2017 UA64                | 21 ottobre 2017   | Mount Lemmon Survey        |
| 698159 | 2017 UW68                | 30 ottobre 2017   | Pan-STARRS                 |
| 698160 | 2017 UC74                | 18 novembre 2008  | Spacewatch                 |
| 698161 | 2017 UW74                | 11 novembre 2004  | Spacewatch                 |
| 698162 | 2017 UY74                | 26 settembre 2008 | Spacewatch                 |
| 698163 | 2017 UA75                | 21 ottobre 2017   | Mount Lemmon Survey        |
| 698164 | 2017 UZ82                | 30 ottobre 2017   | Pan-STARRS                 |
| 698165 | 2017 UD84                | 8 agosto 2016     | Pan-STARRS                 |
| 698166 | 2017 UX88                | 28 ottobre 2017   | Pan-STARRS                 |
| 698167 | 2017 UO90                | 9 novembre 2009   | Spacewatch                 |
| 698168 | 2017 UR92                | 24 ottobre 2017   | Mount Lemmon Survey        |
| 698169 | 2017 UH93                | 22 maggio 2015    | M. W. Buie                 |
| 698170 | 2017 UL93                | 22 ottobre 2017   | Mount Lemmon Survey        |
| 698171 | 2017 UG94                | 30 ottobre 2017   | Pan-STARRS                 |
| 698172 | 2017 UA96                | 14 agosto 2012    | Pan-STARRS                 |
| 698173 | 2017 UH96                | 22 ottobre 2017   | Mount Lemmon Survey        |
| 698174 | 2017 UK96                | 28 ottobre 2017   | Pan-STARRS                 |
| 698175 | 2017 UM96                | 28 ottobre 2017   | Mount Lemmon Survey        |
| 698176 | 2017 UN96                | 23 ottobre 2017   | Mount Lemmon Survey        |
| 698177 | 2017 UW96                | 3 agosto 2016     | Pan-STARRS                 |
| 698178 | 2017 UR97                | 27 ottobre 2017   | Mount Lemmon Survey        |
| 698179 | 2017 UA98                | 29 ottobre 2017   | Pan-STARRS                 |
| 698180 | 2017 UC99                | 23 ottobre 2017   | Mount Lemmon Survey        |
| 698181 | 2017 UU100               | 22 ottobre 2017   | Spacewatch                 |
| 698182 | 2017 UX100               | 18 aprile 2015    | CTIO-DECam                 |
| 698183 | 2017 UA101               | 18 ottobre 2017   | Mount Lemmon Survey        |
| 698184 | 2017 UD101               | 27 ottobre 2017   | Pan-STARRS                 |
| 698185 | 2017 UO101               | 27 ottobre 2017   | Pan-STARRS                 |
| 698186 | 2017 UP101               | 21 ottobre 2017   | Mount Lemmon Survey        |
| 698187 | 2017 UQ101               | 28 ottobre 2017   | Pan-STARRS                 |
| 698188 | 2017 UQ102               | 18 aprile 2015    | CTIO-DECam                 |
| 698189 | 2017 US102               | 29 ottobre 2017   | Pan-STARRS                 |
| 698190 | 2017 UK103               | 27 ottobre 2017   | Pan-STARRS                 |
| 698191 | 2017 UL103               | 24 ottobre 2017   | Mount Lemmon Survey        |
| 698192 | 2017 UM103               | 21 ottobre 2017   | Mount Lemmon Survey        |
| 698193 | 2017 UR105               | 28 ottobre 2017   | Pan-STARRS                 |
| 698194 | 2017 UC106               | 24 settembre 2017 | Pan-STARRS                 |
| 698195 | 2017 UK106               | 30 ottobre 2017   | Pan-STARRS                 |
| 698196 | 2017 UN106               | 30 ottobre 2017   | Pan-STARRS                 |
| 698197 | 2017 UW106               | 23 ottobre 2017   | Mount Lemmon Survey        |
| 698198 | 2017 UX106               | 27 ottobre 2017   | Pan-STARRS                 |
| 698199 | 2017 UZ106               | 17 ottobre 2012   | Mount Lemmon Survey        |
| 698200 | 2017 UA107               | 23 ottobre 2017   | Mount Lemmon Survey        |

## 698201–698300
| Nome   | Designazione provvisoria | Data di scoperta  | Scopritore                          |
| ------ | ------------------------ | ----------------- | ----------------------------------- |
| 698201 | 2017 UH107               | 24 ottobre 2017   | Mount Lemmon Survey                 |
| 698202 | 2017 UL107               | 27 ottobre 2017   | Pan-STARRS                          |
| 698203 | 2017 UD108               | 27 ottobre 2017   | Pan-STARRS                          |
| 698204 | 2017 UU108               | 1 gennaio 2014    | Pan-STARRS                          |
| 698205 | 2017 UK109               | 28 ottobre 2017   | Pan-STARRS                          |
| 698206 | 2017 UR109               | 29 ottobre 2017   | Pan-STARRS                          |
| 698207 | 2017 UG111               | 27 ottobre 2017   | Mount Lemmon Survey                 |
| 698208 | 2017 UG114               | 28 ottobre 2017   | Mount Lemmon Survey                 |
| 698209 | 2017 UR114               | 15 ottobre 2017   | Mount Lemmon Survey                 |
| 698210 | 2017 UC118               | 26 settembre 2017 | Pan-STARRS                          |
| 698211 | 2017 UF121               | 28 ottobre 2017   | Mount Lemmon Survey                 |
| 698212 | 2017 UP122               | 22 ottobre 2017   | Mount Lemmon Survey                 |
| 698213 | 2017 UR123               | 29 marzo 2015     | Pan-STARRS                          |
| 698214 | 2017 UM133               | 19 aprile 2015    | CTIO-DECam                          |
| 698215 | 2017 UZ137               | 18 aprile 2015    | CTIO-DECam                          |
| 698216 | 2017 UD138               | 30 ottobre 2017   | Pan-STARRS                          |
| 698217 | 2017 UJ139               | 16 ottobre 2017   | Mount Lemmon Survey                 |
| 698218 | 2017 UY141               | 29 ottobre 2017   | Pan-STARRS                          |
| 698219 | 2017 UK144               | 27 ottobre 2017   | Pan-STARRS                          |
| 698220 | 2017 UR146               | 3 agosto 2016     | Pan-STARRS                          |
| 698221 | 2017 UH154               | 29 ottobre 2017   | Mount Lemmon Survey                 |
| 698222 | 2017 UU154               | 30 ottobre 2017   | Pan-STARRS                          |
| 698223 | 2017 UN157               | 18 aprile 2015    | CTIO-DECam                          |
| 698224 | 2017 UB158               | 28 ottobre 2017   | Pan-STARRS                          |
| 698225 | 2017 UB162               | 2 ottobre 2008    | Spacewatch                          |
| 698226 | 2017 UZ164               | 18 aprile 2015    | CTIO-DECam                          |
| 698227 | 2017 UE165               | 22 marzo 2015     | Pan-STARRS                          |
| 698228 | 2017 UX166               | 29 ottobre 2017   | Pan-STARRS                          |
| 698229 | 2017 UC168               | 18 febbraio 2015  | Mount Lemmon Survey                 |
| 698230 | 2017 US169               | 29 ottobre 2017   | Mount Lemmon Survey                 |
| 698231 | 2017 UK184               | 15 agosto 2004    | Cerro Tololo Obs.                   |
| 698232 | 2017 UN192               | 27 ottobre 2017   | Mount Lemmon Survey                 |
| 698233 | 2017 UN218               | 28 ottobre 2017   | Pan-STARRS                          |
| 698234 | 2017 VK8                 | 19 ottobre 2017   | Pan-STARRS                          |
| 698235 | 2017 VB9                 | 12 ottobre 2007   | Spacewatch                          |
| 698236 | 2017 VZ9                 | 13 agosto 2012    | Spacewatch                          |
| 698237 | 2017 VC11                | 9 ottobre 2008    | Mount Lemmon Survey                 |
| 698238 | 2017 VD17                | 3 maggio 2008     | Mount Lemmon Survey                 |
| 698239 | 2017 VN19                | 22 ottobre 2008   | Spacewatch                          |
| 698240 | 2017 VZ21                | 11 aprile 2015    | Mount Lemmon Survey                 |
| 698241 | 2017 VQ22                | 27 ottobre 2017   | Mount Lemmon Survey                 |
| 698242 | 2017 VR22                | 1 novembre 2013   | Spacewatch                          |
| 698243 | 2017 VT22                | 8 agosto 2016     | Pan-STARRS                          |
| 698244 | 2017 VJ23                | 27 febbraio 2015  | Pan-STARRS                          |
| 698245 | 2017 VY24                | 6 febbraio 2014   | Mount Lemmon Survey                 |
| 698246 | 2017 VJ26                | 1 maggio 2006     | Osservatorio di Mauna Kea           |
| 698247 | 2017 VJ29                | 4 ottobre 2004    | Spacewatch                          |
| 698248 | 2017 VM30                | 20 aprile 2015    | Pan-STARRS                          |
| 698249 | 2017 VP30                | 28 gennaio 2015   | Pan-STARRS                          |
| 698250 | 2017 VY31                | 18 luglio 2007    | Mount Lemmon Survey                 |
| 698251 | 2017 VN37                | 14 novembre 2017  | Mount Lemmon Survey                 |
| 698252 | 2017 VT37                | 15 novembre 2017  | Mount Lemmon Survey                 |
| 698253 | 2017 VO40                | 19 aprile 2015    | CTIO-DECam                          |
| 698254 | 2017 VX40                | 15 novembre 2017  | Mount Lemmon Survey                 |
| 698255 | 2017 VJ41                | 15 novembre 2017  | Mount Lemmon Survey                 |
| 698256 | 2017 VQ41                | 1 agosto 2016     | Pan-STARRS                          |
| 698257 | 2017 VH42                | 14 novembre 2017  | Mount Lemmon Survey                 |
| 698258 | 2017 VL42                | 7 agosto 2016     | Pan-STARRS                          |
| 698259 | 2017 VP42                | 13 novembre 2017  | Pan-STARRS                          |
| 698260 | 2017 VP43                | 15 novembre 2017  | Mount Lemmon Survey                 |
| 698261 | 2017 VS43                | 10 novembre 2017  | Pan-STARRS                          |
| 698262 | 2017 VR44                | 13 novembre 2017  | Pan-STARRS                          |
| 698263 | 2017 VX51                | 14 dicembre 2004  | Spacewatch                          |
| 698264 | 2017 VB54                | 24 novembre 2003  | LONEOS                              |
| 698265 | 2017 VW57                | 23 aprile 2015    | Pan-STARRS                          |
| 698266 | 2017 WL                  | 22 ottobre 2017   | Mount Lemmon Survey                 |
| 698267 | 2017 WZ1                 | 27 ottobre 2017   | Mount Lemmon Survey                 |
| 698268 | 2017 WC2                 | 19 novembre 2017  | Pan-STARRS                          |
| 698269 | 2017 WH7                 | 30 ottobre 2017   | Pan-STARRS                          |
| 698270 | 2017 WR7                 | 30 novembre 2008  | Spacewatch                          |
| 698271 | 2017 WV17                | 5 settembre 2010  | Osservatorio astronomico di Maiorca |
| 698272 | 2017 WY17                | 3 novembre 2008   | Mount Lemmon Survey                 |
| 698273 | 2017 WC18                | 28 gennaio 2015   | Pan-STARRS                          |
| 698274 | 2017 WY18                | 19 settembre 2012 | Mount Lemmon Survey                 |
| 698275 | 2017 WR20                | 30 ottobre 2017   | Pan-STARRS                          |
| 698276 | 2017 WV24                | 27 aprile 2016    | Pan-STARRS                          |
| 698277 | 2017 WP26                | 4 febbraio 2006   | Spacewatch                          |
| 698278 | 2017 WL29                | 20 ottobre 2003   | Spacewatch                          |
| 698279 | 2017 WZ29                | 12 settembre 2004 | Spacewatch                          |
| 698280 | 2017 WF32                | 22 novembre 2017  | Pan-STARRS                          |
| 698281 | 2017 WC36                | 28 novembre 2017  | Mount Lemmon Survey                 |
| 698282 | 2017 WO39                | 25 novembre 2017  | Mount Lemmon Survey                 |
| 698283 | 2017 WP40                | 24 novembre 2017  | Pan-STARRS                          |
| 698284 | 2017 WY41                | 16 ottobre 2012   | Mount Lemmon Survey                 |
| 698285 | 2017 WA44                | 21 novembre 2017  | Pan-STARRS                          |
| 698286 | 2017 WV44                | 21 novembre 2017  | Mount Lemmon Survey                 |
| 698287 | 2017 WY44                | 26 novembre 2017  | Mount Lemmon Survey                 |
| 698288 | 2017 WO45                | 17 novembre 2017  | Mount Lemmon Survey                 |
| 698289 | 2017 WR45                | 18 novembre 2017  | Pan-STARRS                          |
| 698290 | 2017 WD46                | 5 luglio 2016     | Mount Lemmon Survey                 |
| 698291 | 2017 WE46                | 18 aprile 2015    | CTIO-DECam                          |
| 698292 | 2017 WJ46                | 7 agosto 2016     | Pan-STARRS                          |
| 698293 | 2017 WU46                | 9 ottobre 2012    | Mount Lemmon Survey                 |
| 698294 | 2017 WR49                | 16 novembre 2017  | Mount Lemmon Survey                 |
| 698295 | 2017 WP51                | 23 novembre 2017  | Mount Lemmon Survey                 |
| 698296 | 2017 WQ51                | 16 novembre 2017  | Mount Lemmon Survey                 |
| 698297 | 2017 WS51                | 7 agosto 2016     | Pan-STARRS                          |
| 698298 | 2017 WH53                | 26 novembre 2017  | Mount Lemmon Survey                 |
| 698299 | 2017 WY53                | 18 novembre 2017  | Pan-STARRS                          |
| 698300 | 2017 WO59                | 22 novembre 2017  | Pan-STARRS                          |

## 698301–698400
| Nome   | Designazione provvisoria | Data di scoperta  | Scopritore          |
| ------ | ------------------------ | ----------------- | ------------------- |
| 698301 | 2017 WR60                | 21 novembre 2017  | Pan-STARRS          |
| 698302 | 2017 WC62                | 16 novembre 2017  | Mount Lemmon Survey |
| 698303 | 2017 WL63                | 22 settembre 2016 | Mount Lemmon Survey |
| 698304 | 2017 WQ64                | 21 novembre 2017  | Mount Lemmon Survey |
| 698305 | 2017 WK67                | 21 marzo 2015     | Pan-STARRS          |
| 698306 | 2017 WS67                | 15 novembre 2017  | Mount Lemmon Survey |
| 698307 | 2017 WD68                | 21 novembre 2017  | Mount Lemmon Survey |
| 698308 | 2017 WQ70                | 3 luglio 2016     | Mount Lemmon Survey |
| 698309 | 2017 WQ71                | 21 novembre 2017  | Mount Lemmon Survey |
| 698310 | 2017 WW76                | 8 ottobre 2016    | Pan-STARRS          |
| 698311 | 2017 WE80                | 3 agosto 2016     | Pan-STARRS          |
| 698312 | 2017 WU85                | 13 luglio 2016    | Pan-STARRS          |
| 698313 | 2017 XA3                 | 12 novembre 2005  | Spacewatch          |
| 698314 | 2017 XO3                 | 10 maggio 2007    | Spacewatch          |
| 698315 | 2017 XP3                 | 21 ottobre 2017   | Pan-STARRS          |
| 698316 | 2017 XE4                 | 10 gennaio 2008   | Mount Lemmon Survey |
| 698317 | 2017 XP6                 | 27 ottobre 2017   | Mount Lemmon Survey |
| 698318 | 2017 XM8                 | 22 ottobre 2003   | Spacewatch          |
| 698319 | 2017 XX9                 | 12 settembre 2012 | R. Holmes           |
| 698320 | 2017 XR12                | 23 gennaio 2014   | Mount Lemmon Survey |
| 698321 | 2017 XZ12                | 26 settembre 2012 | Mount Lemmon Survey |
| 698322 | 2017 XF15                | 28 novembre 2013  | Mount Lemmon Survey |
| 698323 | 2017 XZ15                | 21 ottobre 2017   | Pan-STARRS          |
| 698324 | 2017 XK16                | 23 aprile 2015    | Pan-STARRS          |
| 698325 | 2017 XR17                | 27 ottobre 2017   | Mount Lemmon Survey |
| 698326 | 2017 XE18                | 2 agosto 2016     | Pan-STARRS          |
| 698327 | 2017 XC25                | 29 agosto 2016    | Mount Lemmon Survey |
| 698328 | 2017 XF26                | 8 dicembre 2012   | Mount Lemmon Survey |
| 698329 | 2017 XH26                | 12 maggio 2012    | Mount Lemmon Survey |
| 698330 | 2017 XL27                | 10 novembre 2009  | Spacewatch          |
| 698331 | 2017 XL34                | 24 gennaio 2014   | Pan-STARRS          |
| 698332 | 2017 XJ36                | 30 ottobre 2017   | Pan-STARRS          |
| 698333 | 2017 XY37                | 11 luglio 2016    | Pan-STARRS          |
| 698334 | 2017 XJ44                | 5 luglio 2016     | Pan-STARRS          |
| 698335 | 2017 XG45                | 25 febbraio 2006  | Spacewatch          |
| 698336 | 2017 XN46                | 15 novembre 2017  | Mount Lemmon Survey |
| 698337 | 2017 XV48                | 19 aprile 2007    | Mount Lemmon Survey |
| 698338 | 2017 XH49                | 3 agosto 2016     | Pan-STARRS          |
| 698339 | 2017 XH50                | 18 novembre 2008  | Spacewatch          |
| 698340 | 2017 XZ50                | 14 novembre 2017  | Mount Lemmon Survey |
| 698341 | 2017 XE52                | 11 ottobre 2012   | Pan-STARRS          |
| 698342 | 2017 XG54                | 31 dicembre 2013  | Mount Lemmon Survey |
| 698343 | 2017 XP54                | 6 ottobre 2008    | Mount Lemmon Survey |
| 698344 | 2017 XZ54                | 14 giugno 2012    | Mount Lemmon Survey |
| 698345 | 2017 XE55                | 20 ottobre 2007   | Spacewatch          |
| 698346 | 2017 XO55                | 5 ottobre 2012    | Mount Lemmon Survey |
| 698347 | 2017 XQ56                | 30 ottobre 2017   | Pan-STARRS          |
| 698348 | 2017 XG57                | 17 ottobre 2012   | Pan-STARRS          |
| 698349 | 2017 XQ57                | 30 ottobre 2017   | Pan-STARRS          |
| 698350 | 2017 XV57                | 24 gennaio 2014   | Pan-STARRS          |
| 698351 | 2017 XU62                | 20 novembre 2003  | SDSS Collaboration  |
| 698352 | 2017 XF64                | 3 gennaio 2009    | Mount Lemmon Survey |
| 698353 | 2017 XD68                | 14 dicembre 2017  | Mount Lemmon Survey |
| 698354 | 2017 XG71                | 13 dicembre 2017  | Pan-STARRS          |
| 698355 | 2017 XL71                | 15 dicembre 2017  | Mount Lemmon Survey |
| 698356 | 2017 XM72                | 8 dicembre 2017   | Pan-STARRS          |
| 698357 | 2017 XO72                | 12 dicembre 2017  | Pan-STARRS          |
| 698358 | 2017 XD73                | 12 dicembre 2017  | Pan-STARRS          |
| 698359 | 2017 XY74                | 12 dicembre 2017  | Pan-STARRS          |
| 698360 | 2017 XJ75                | 14 dicembre 2017  | Mount Lemmon Survey |
| 698361 | 2017 XL78                | 2 dicembre 2008   | Spacewatch          |
| 698362 | 2017 XN78                | 13 agosto 2012    | Spacewatch          |
| 698363 | 2017 XR78                | 9 dicembre 2017   | Mount Lemmon Survey |
| 698364 | 2017 XN79                | 21 novembre 1995  | Spacewatch          |
| 698365 | 2017 XP81                | 15 dicembre 2017  | Mount Lemmon Survey |
| 698366 | 2017 XT81                | 15 dicembre 2017  | Mount Lemmon Survey |
| 698367 | 2017 XP82                | 10 dicembre 2017  | Pan-STARRS          |
| 698368 | 2017 XE83                | 12 dicembre 2017  | Pan-STARRS          |
| 698369 | 2017 XF83                | 12 dicembre 2017  | Pan-STARRS          |
| 698370 | 2017 XZ89                | 12 dicembre 2017  | Pan-STARRS          |
| 698371 | 2017 XF94                | 10 dicembre 2017  | Pan-STARRS          |
| 698372 | 2017 XT95                | 14 dicembre 2017  | A. Li, X. Gao       |
| 698373 | 2017 YP                  | 6 giugno 2016     | Mount Lemmon Survey |
| 698374 | 2017 YS9                 | 7 dicembre 2013   | Mount Lemmon Survey |
| 698375 | 2017 YT10                | 20 dicembre 2017  | Spacewatch          |
| 698376 | 2017 YX11                | 4 giugno 2014     | Pan-STARRS          |
| 698377 | 2017 YP15                | 31 dicembre 2008  | Mount Lemmon Survey |
| 698378 | 2017 YJ17                | 26 dicembre 2017  | Mount Lemmon Survey |
| 698379 | 2017 YH19                | 25 ottobre 2016   | Pan-STARRS          |
| 698380 | 2017 YW19                | 17 gennaio 2007   | Spacewatch          |
| 698381 | 2017 YN20                | 19 aprile 2015    | CTIO-DECam          |
| 698382 | 2017 YY21                | 8 ottobre 2016    | Mount Lemmon Survey |
| 698383 | 2017 YF23                | 23 dicembre 2017  | Pan-STARRS          |
| 698384 | 2017 YW23                | 22 dicembre 2017  | Pan-STARRS          |
| 698385 | 2017 YF24                | 23 dicembre 2017  | Pan-STARRS          |
| 698386 | 2017 YP24                | 26 dicembre 2017  | Mount Lemmon Survey |
| 698387 | 2017 YO26                | 23 dicembre 2017  | Pan-STARRS          |
| 698388 | 2017 YP27                | 23 dicembre 2017  | Pan-STARRS          |
| 698389 | 2017 YD28                | 28 dicembre 2017  | Pan-STARRS          |
| 698390 | 2017 YZ29                | 4 dicembre 2012   | Mount Lemmon Survey |
| 698391 | 2017 YG30                | 2 ottobre 2016    | Spacewatch          |
| 698392 | 2017 YR30                | 23 dicembre 2017  | Pan-STARRS          |
| 698393 | 2017 YS33                | 29 dicembre 2017  | Pan-STARRS          |
| 698394 | 2017 YU33                | 23 dicembre 2017  | Pan-STARRS          |
| 698395 | 2017 YV33                | 23 dicembre 2017  | Pan-STARRS          |
| 698396 | 2017 YG37                | 7 novembre 2012   | Pan-STARRS          |
| 698397 | 2017 YC38                | 23 dicembre 2017  | Pan-STARRS          |
| 698398 | 2017 YM39                | 25 dicembre 2017  | Pan-STARRS          |
| 698399 | 2017 YB40                | 23 dicembre 2017  | Pan-STARRS          |
| 698400 | 2017 YJ41                | 23 dicembre 2017  | Pan-STARRS          |

## 698401–698500
| Nome   | Designazione provvisoria | Data di scoperta  | Scopritore          |
| ------ | ------------------------ | ----------------- | ------------------- |
| 698401 | 2017 YO41                | 25 dicembre 2017  | Pan-STARRS          |
| 698402 | 2017 YQ41                | 25 novembre 2016  | Spacewatch          |
| 698403 | 2017 YY41                | 25 ottobre 2016   | Pan-STARRS          |
| 698404 | 2017 YA42                | 22 dicembre 2017  | Pan-STARRS          |
| 698405 | 2017 YJ42                | 28 dicembre 2017  | Pan-STARRS          |
| 698406 | 2017 YC43                | 24 dicembre 2017  | Pan-STARRS          |
| 698407 | 2017 YN43                | 24 dicembre 2017  | Pan-STARRS          |
| 698408 | 2017 YL45                | 24 dicembre 2017  | Pan-STARRS          |
| 698409 | 2017 YN45                | 25 dicembre 2017  | Pan-STARRS          |
| 698410 | 2017 YZ45                | 28 dicembre 2017  | Mount Lemmon Survey |
| 698411 | 2017 YR48                | 23 dicembre 2017  | Pan-STARRS          |
| 698412 | 2017 YS48                | 23 dicembre 2017  | Pan-STARRS          |
| 698413 | 2017 YR49                | 23 dicembre 2017  | Pan-STARRS          |
| 698414 | 2017 YK50                | 23 dicembre 2017  | Pan-STARRS          |
| 698415 | 2017 YW50                | 26 dicembre 2017  | Mount Lemmon Survey |
| 698416 | 2017 YZ51                | 24 dicembre 2017  | Pan-STARRS          |
| 698417 | 2017 YW70                | 23 ottobre 2011   | Pan-STARRS          |
| 698418 | 2018 AT4                 | 2 maggio 2006     | Spacewatch          |
| 698419 | 2018 AW4                 | 30 novembre 2008  | Mount Lemmon Survey |
| 698420 | 2018 AU5                 | 22 novembre 2017  | Pan-STARRS          |
| 698421 | 2018 AZ5                 | 26 agosto 2012    | Pan-STARRS          |
| 698422 | 2018 AT6                 | 3 gennaio 2009    | Mount Lemmon Survey |
| 698423 | 2018 AB8                 | 10 gennaio 2018   | Pan-STARRS          |
| 698424 | 2018 AL9                 | 22 luglio 2011    | Pan-STARRS          |
| 698425 | 2018 AC16                | 28 ottobre 2008   | Spacewatch          |
| 698426 | 2018 AD16                | 20 ottobre 2011   | Mount Lemmon Survey |
| 698427 | 2018 AP16                | 10 settembre 2007 | Mount Lemmon Survey |
| 698428 | 2018 AQ16                | 1 aprile 2014     | Mount Lemmon Survey |
| 698429 | 2018 AP17                | 15 gennaio 2018   | Pan-STARRS          |
| 698430 | 2018 AU19                | 12 gennaio 2018   | Mount Lemmon Survey |
| 698431 | 2018 AG20                | 27 dicembre 2006  | Mount Lemmon Survey |
| 698432 | 2018 AK20                | 24 dicembre 2006  | Spacewatch          |
| 698433 | 2018 AW22                | 15 gennaio 2018   | Pan-STARRS          |
| 698434 | 2018 AZ22                | 15 gennaio 2018   | Pan-STARRS          |
| 698435 | 2018 AP23                | 23 giugno 2009    | Mount Lemmon Survey |
| 698436 | 2018 AG24                | 10 gennaio 2018   | Pan-STARRS          |
| 698437 | 2018 AT24                | 21 settembre 2012 | Mount Lemmon Survey |
| 698438 | 2018 AY26                | 13 gennaio 2018   | Mount Lemmon Survey |
| 698439 | 2018 AG27                | 12 gennaio 2018   | Pan-STARRS          |
| 698440 | 2018 AN27                | 10 agosto 2015    | Pan-STARRS          |
| 698441 | 2018 AO27                | 14 gennaio 2018   | Mount Lemmon Survey |
| 698442 | 2018 AS27                | 12 gennaio 2018   | Pan-STARRS          |
| 698443 | 2018 AT27                | 11 gennaio 2018   | Pan-STARRS          |
| 698444 | 2018 AC29                | 10 gennaio 2018   | Pan-STARRS          |
| 698445 | 2018 AH29                | 12 gennaio 2018   | Mount Lemmon Survey |
| 698446 | 2018 AO29                | 11 gennaio 2018   | Pan-STARRS          |
| 698447 | 2018 AV29                | 13 gennaio 2018   | Mount Lemmon Survey |
| 698448 | 2018 AZ29                | 14 gennaio 2018   | Pan-STARRS          |
| 698449 | 2018 AC30                | 25 ottobre 2016   | Pan-STARRS          |
| 698450 | 2018 AJ30                | 14 gennaio 2018   | Mount Lemmon Survey |
| 698451 | 2018 AM30                | 12 gennaio 2018   | Mount Lemmon Survey |
| 698452 | 2018 AS32                | 23 agosto 2004    | Spacewatch          |
| 698453 | 2018 AC33                | 14 gennaio 2018   | Pan-STARRS          |
| 698454 | 2018 AD33                | 15 gennaio 2018   | Pan-STARRS          |
| 698455 | 2018 AJ33                | 14 gennaio 2018   | Pan-STARRS          |
| 698456 | 2018 AL33                | 15 gennaio 2018   | Pan-STARRS          |
| 698457 | 2018 AL35                | 12 gennaio 2018   | Mount Lemmon Survey |
| 698458 | 2018 AS36                | 13 gennaio 2018   | Mount Lemmon Survey |
| 698459 | 2018 AF41                | 15 gennaio 2018   | Pan-STARRS          |
| 698460 | 2018 AF42                | 15 gennaio 2018   | Pan-STARRS          |
| 698461 | 2018 AG42                | 13 gennaio 2018   | Mount Lemmon Survey |
| 698462 | 2018 AK42                | 15 gennaio 2018   | Pan-STARRS          |
| 698463 | 2018 AR42                | 23 dicembre 2017  | Pan-STARRS          |
| 698464 | 2018 AT43                | 12 gennaio 2018   | Mount Lemmon Survey |
| 698465 | 2018 AV43                | 9 gennaio 2018    | Mount Lemmon Survey |
| 698466 | 2018 AN44                | 25 luglio 2015    | Pan-STARRS          |
| 698467 | 2018 AS44                | 15 gennaio 2018   | Pan-STARRS          |
| 698468 | 2018 AQ45                | 15 gennaio 2018   | Pan-STARRS          |
| 698469 | 2018 AC46                | 15 gennaio 2018   | Pan-STARRS          |
| 698470 | 2018 AL46                | 15 gennaio 2018   | Pan-STARRS          |
| 698471 | 2018 AB47                | 6 marzo 2013      | Pan-STARRS          |
| 698472 | 2018 AD47                | 24 marzo 2014     | Pan-STARRS          |
| 698473 | 2018 AJ47                | 10 gennaio 2018   | Pan-STARRS          |
| 698474 | 2018 AV48                | 25 ottobre 2016   | Pan-STARRS          |
| 698475 | 2018 AW48                | 12 gennaio 2018   | Pan-STARRS          |
| 698476 | 2018 AJ49                | 14 gennaio 2018   | Mount Lemmon Survey |
| 698477 | 2018 AC50                | 7 ottobre 2007    | Mount Lemmon Survey |
| 698478 | 2018 AD50                | 15 gennaio 2018   | Pan-STARRS          |
| 698479 | 2018 AH50                | 25 settembre 2016 | Pan-STARRS          |
| 698480 | 2018 AM51                | 14 gennaio 2018   | Pan-STARRS          |
| 698481 | 2018 AQ51                | 10 gennaio 2018   | Pan-STARRS          |
| 698482 | 2018 AU51                | 12 gennaio 2018   | Pan-STARRS          |
| 698483 | 2018 AA52                | 15 gennaio 2018   | Pan-STARRS          |
| 698484 | 2018 AK52                | 12 gennaio 2018   | Pan-STARRS          |
| 698485 | 2018 AC53                | 19 luglio 2015    | Pan-STARRS          |
| 698486 | 2018 AO54                | 15 gennaio 2018   | Pan-STARRS          |
| 698487 | 2018 AB55                | 14 gennaio 2018   | Pan-STARRS          |
| 698488 | 2018 AM55                | 8 maggio 2014     | Pan-STARRS          |
| 698489 | 2018 AO55                | 23 maggio 2014    | Pan-STARRS          |
| 698490 | 2018 AX57                | 11 gennaio 2018   | Pan-STARRS          |
| 698491 | 2018 AM58                | 15 gennaio 2018   | Mount Lemmon Survey |
| 698492 | 2018 AB61                | 11 gennaio 2018   | Pan-STARRS          |
| 698493 | 2018 AQ61                | 15 gennaio 2018   | Mount Lemmon Survey |
| 698494 | 2018 AS62                | 18 gennaio 2008   | Spacewatch          |
| 698495 | 2018 AV62                | 14 gennaio 2018   | Pan-STARRS          |
| 698496 | 2018 AE63                | 12 gennaio 2018   | Pan-STARRS          |
| 698497 | 2018 AF63                | 12 gennaio 2018   | Pan-STARRS          |
| 698498 | 2018 AW63                | 21 agosto 2015    | Pan-STARRS          |
| 698499 | 2018 AH66                | 12 gennaio 2018   | Pan-STARRS          |
| 698500 | 2018 AM68                | 10 gennaio 2018   | Pan-STARRS          |

## 698501–698600
| Nome   | Designazione provvisoria | Data di scoperta | Scopritore          |
| ------ | ------------------------ | ---------------- | ------------------- |
| 698501 | 2018 AM70                | 12 gennaio 2018  | Mount Lemmon Survey |
| 698502 | 2018 AG76                | 25 ottobre 2016  | Pan-STARRS          |
| 698503 | 2018 AR80                | 13 gennaio 2018  | Mount Lemmon Survey |
| 698504 | 2018 BB2                 | 2 ottobre 2003   | Spacewatch          |
| 698505 | 2018 BW4                 | 23 dicembre 2017 | Pan-STARRS          |
| 698506 | 2018 BO7                 | 4 novembre 2012  | Mount Lemmon Survey |
| 698507 | 2018 BF8                 | 28 ottobre 2005  | Spacewatch          |
| 698508 | 2018 BT13                | 21 febbraio 2007 | Mount Lemmon Survey |
| 698509 | 2018 BA14                | 16 gennaio 2018  | Pan-STARRS          |
| 698510 | 2018 BV14                | 16 gennaio 2018  | Pan-STARRS          |
| 698511 | 2018 BD15                | 23 gennaio 2018  | Mount Lemmon Survey |
| 698512 | 2018 BE15                | 16 gennaio 2018  | Pan-STARRS          |
| 698513 | 2018 BF15                | 27 gennaio 2018  | Mount Lemmon Survey |
| 698514 | 2018 BJ15                | 20 gennaio 2018  | Pan-STARRS          |
| 698515 | 2018 BD17                | 20 gennaio 2018  | Pan-STARRS          |
| 698516 | 2018 BP17                | 20 gennaio 2018  | Pan-STARRS          |
| 698517 | 2018 BD18                | 20 gennaio 2018  | Pan-STARRS          |
| 698518 | 2018 BN18                | 21 aprile 2014   | Mount Lemmon Survey |
| 698519 | 2018 BW18                | 20 gennaio 2018  | Pan-STARRS          |
| 698520 | 2018 BZ18                | 16 gennaio 2018  | Pan-STARRS          |
| 698521 | 2018 BH19                | 20 gennaio 2018  | Pan-STARRS          |
| 698522 | 2018 BN19                | 16 febbraio 2013 | Spacewatch          |
| 698523 | 2018 BW19                | 20 gennaio 2018  | Pan-STARRS          |
| 698524 | 2018 BY19                | 16 gennaio 2018  | Pan-STARRS          |
| 698525 | 2018 BB20                | 20 gennaio 2018  | Pan-STARRS          |
| 698526 | 2018 BC20                | 20 gennaio 2018  | Pan-STARRS          |
| 698527 | 2018 BE20                | 16 gennaio 2018  | Pan-STARRS          |
| 698528 | 2018 BM20                | 16 gennaio 2018  | Pan-STARRS          |
| 698529 | 2018 BQ20                | 16 gennaio 2018  | Pan-STARRS          |
| 698530 | 2018 BU20                | 20 gennaio 2018  | Pan-STARRS          |
| 698531 | 2018 BC22                | 23 gennaio 2018  | Mount Lemmon Survey |
| 698532 | 2018 BZ22                | 16 gennaio 2018  | Pan-STARRS          |
| 698533 | 2018 BS23                | 24 gennaio 2018  | Mount Lemmon Survey |
| 698534 | 2018 BK24                | 27 gennaio 2018  | Mount Lemmon Survey |
| 698535 | 2018 BS24                | 16 gennaio 2018  | Pan-STARRS          |
| 698536 | 2018 BF25                | 17 gennaio 2018  | Pan-STARRS          |
| 698537 | 2018 BJ25                | 28 aprile 2014   | CTIO-DECam          |
| 698538 | 2018 BT25                | 8 maggio 2014    | Pan-STARRS          |
| 698539 | 2018 BM26                | 16 gennaio 2018  | Pan-STARRS          |
| 698540 | 2018 BE27                | 6 ottobre 2005   | Mount Lemmon Survey |
| 698541 | 2018 BL30                | 20 gennaio 2018  | Pan-STARRS          |
| 698542 | 2018 BQ30                | 20 gennaio 2018  | Pan-STARRS          |
| 698543 | 2018 BB31                | 20 gennaio 2018  | Mount Lemmon Survey |
| 698544 | 2018 BC31                | 16 gennaio 2018  | Pan-STARRS          |
| 698545 | 2018 BG31                | 16 gennaio 2018  | Pan-STARRS          |
| 698546 | 2018 BK31                | 20 gennaio 2018  | Pan-STARRS          |
| 698547 | 2018 BP31                | 16 gennaio 2018  | Pan-STARRS          |
| 698548 | 2018 BA32                | 16 gennaio 2018  | Pan-STARRS          |
| 698549 | 2018 BD32                | 20 gennaio 2018  | Pan-STARRS          |
| 698550 | 2018 BE32                | 16 gennaio 2018  | Pan-STARRS          |
| 698551 | 2018 BJ32                | 26 luglio 2015   | Pan-STARRS          |
| 698552 | 2018 BT35                | 16 gennaio 2018  | Pan-STARRS          |
| 698553 | 2018 BU40                | 14 marzo 2013    | PTF                 |
| 698554 | 2018 BU42                | 23 gennaio 2018  | Mount Lemmon Survey |
| 698555 | 2018 BE44                | 20 gennaio 2018  | Pan-STARRS          |
| 698556 | 2018 BZ53                | 16 gennaio 2018  | Pan-STARRS          |
| 698557 | 2018 CW3                 | 20 novembre 2017 | Pan-STARRS          |
| 698558 | 2018 CW4                 | 10 agosto 2016   | Pan-STARRS          |
| 698559 | 2018 CF6                 | 13 novembre 2006 | Spacewatch          |
| 698560 | 2018 CA7                 | 22 febbraio 2002 | NEAT                |
| 698561 | 2018 CX10                | 4 dicembre 2005  | Spacewatch          |
| 698562 | 2018 CY12                | 10 agosto 2015   | Pan-STARRS          |
| 698563 | 2018 CC13                | 28 gennaio 2007  | Mount Lemmon Survey |
| 698564 | 2018 CX16                | 11 febbraio 2018 | Pan-STARRS          |
| 698565 | 2018 CE18                | 11 febbraio 2018 | Pan-STARRS          |
| 698566 | 2018 CG18                | 12 febbraio 2018 | Pan-STARRS          |
| 698567 | 2018 CW18                | 10 febbraio 2018 | Mount Lemmon Survey |
| 698568 | 2018 CX18                | 11 febbraio 2018 | Pan-STARRS          |
| 698569 | 2018 CY18                | 5 febbraio 2018  | Mount Lemmon Survey |
| 698570 | 2018 CF19                | 12 febbraio 2018 | Pan-STARRS          |
| 698571 | 2018 CM19                | 12 febbraio 2018 | Pan-STARRS          |
| 698572 | 2018 CD20                | 11 febbraio 2018 | Pan-STARRS          |
| 698573 | 2018 CZ20                | 1 febbraio 2012  | Spacewatch          |
| 698574 | 2018 CC21                | 27 gennaio 2012  | Mount Lemmon Survey |
| 698575 | 2018 CC22                | 10 febbraio 2018 | Pan-STARRS          |
| 698576 | 2018 CJ24                | 12 febbraio 2018 | Pan-STARRS          |
| 698577 | 2018 CN24                | 12 febbraio 2018 | Pan-STARRS          |
| 698578 | 2018 CP24                | 12 febbraio 2018 | Pan-STARRS          |
| 698579 | 2018 CC25                | 11 febbraio 2018 | Pan-STARRS          |
| 698580 | 2018 CP25                | 16 gennaio 2018  | Pan-STARRS          |
| 698581 | 2018 CY25                | 12 febbraio 2018 | Pan-STARRS          |
| 698582 | 2018 CO26                | 11 febbraio 2018 | Pan-STARRS          |
| 698583 | 2018 CT26                | 12 febbraio 2018 | Pan-STARRS          |
| 698584 | 2018 CU26                | 9 maggio 2007    | Mount Lemmon Survey |
| 698585 | 2018 CW26                | 14 aprile 2008   | Mount Lemmon Survey |
| 698586 | 2018 CH27                | 10 febbraio 2018 | Mount Lemmon Survey |
| 698587 | 2018 CX30                | 12 febbraio 2018 | Pan-STARRS          |
| 698588 | 2018 CX32                | 10 febbraio 2018 | Mount Lemmon Survey |
| 698589 | 2018 DS6                 | 3 novembre 2010  | Mount Lemmon Survey |
| 698590 | 2018 DY6                 | 21 febbraio 2018 | Pan-STARRS          |
| 698591 | 2018 DC7                 | 28 febbraio 2014 | Pan-STARRS          |
| 698592 | 2018 DD7                 | 18 febbraio 2002 | A. C. Becker        |
| 698593 | 2018 DH7                 | 20 febbraio 2018 | Pan-STARRS          |
| 698594 | 2018 DT8                 | 21 marzo 2012    | CSS                 |
| 698595 | 2018 DH9                 | 17 febbraio 2018 | Mount Lemmon Survey |
| 698596 | 2018 DX9                 | 25 febbraio 2018 | Mount Lemmon Survey |
| 698597 | 2018 DB10                | 17 febbraio 2018 | Mount Lemmon Survey |
| 698598 | 2018 DL10                | 25 luglio 2015   | Pan-STARRS          |
| 698599 | 2018 DY10                | 3 novembre 2016  | Pan-STARRS          |
| 698600 | 2018 DE12                | 27 febbraio 2018 | Mount Lemmon Survey |

## 698601–698700
| Nome         | Designazione provvisoria | Data di scoperta  | Scopritore                |
| ------------ | ------------------------ | ----------------- | ------------------------- |
| 698601       | 2018 DM12                | 17 febbraio 2018  | Mount Lemmon Survey       |
| 698602       | 2018 DC13                | 27 gennaio 2007   | Mount Lemmon Survey       |
| 698603       | 2018 ED3                 | 17 gennaio 2007   | Spacewatch                |
| 698604       | 2018 EF11                | 7 marzo 2018      | Pan-STARRS                |
| 698605       | 2018 EC12                | 6 marzo 2018      | Pan-STARRS                |
| 698606       | 2018 EE12                | 8 marzo 2018      | Pan-STARRS                |
| 698607       | 2018 EH13                | 10 marzo 2018     | Pan-STARRS                |
| 698608       | 2018 EJ13                | 6 marzo 2018      | Pan-STARRS                |
| 698609 Angli | 2018 EQ13                | 8 marzo 2018      | X. Liao, X. Gao           |
| 698610       | 2018 EE14                | 6 marzo 2018      | Pan-STARRS                |
| 698611       | 2018 EQ14                | 10 marzo 2018     | Pan-STARRS                |
| 698612       | 2018 EY14                | 10 marzo 2018     | Pan-STARRS                |
| 698613       | 2018 EB15                | 7 marzo 2018      | Pan-STARRS                |
| 698614       | 2018 EO16                | 25 novembre 2016  | Mount Lemmon Survey       |
| 698615       | 2018 EL19                | 10 marzo 2018     | Pan-STARRS                |
| 698616       | 2018 FB7                 | 19 aprile 2013    | Pan-STARRS                |
| 698617       | 2018 FS7                 | 19 febbraio 2009  | Spacewatch                |
| 698618       | 2018 FB8                 | 4 febbraio 2012   | Pan-STARRS                |
| 698619       | 2018 FS10                | 2 ottobre 2006    | Mount Lemmon Survey       |
| 698620       | 2018 FV10                | 10 luglio 2007    | SSS                       |
| 698621       | 2018 FD11                | 26 settembre 2006 | Spacewatch                |
| 698622       | 2018 FO11                | 25 febbraio 2012  | CSS                       |
| 698623       | 2018 FU11                | 21 agosto 2015    | Pan-STARRS                |
| 698624       | 2018 FZ11                | 21 febbraio 2007  | Mount Lemmon Survey       |
| 698625       | 2018 FS12                | 20 dicembre 2017  | Mount Lemmon Survey       |
| 698626       | 2018 FU12                | 23 febbraio 2012  | Mount Lemmon Survey       |
| 698627       | 2018 FL13                | 10 marzo 2018     | Pan-STARRS                |
| 698628       | 2018 FX13                | 24 febbraio 2012  | Mount Lemmon Survey       |
| 698629       | 2018 FU14                | 17 marzo 2018     | Pan-STARRS                |
| 698630       | 2018 FD15                | 13 gennaio 2008   | Mount Lemmon Survey       |
| 698631       | 2018 FZ15                | 17 marzo 2018     | Pan-STARRS                |
| 698632       | 2018 FH16                | 19 gennaio 2012   | Pan-STARRS                |
| 698633       | 2018 FM16                | 4 gennaio 2012    | Mount Lemmon Survey       |
| 698634       | 2018 FT21                | 6 gennaio 2013    | Spacewatch                |
| 698635       | 2018 FD22                | 4 dicembre 2016   | Mount Lemmon Survey       |
| 698636       | 2018 FG22                | 26 gennaio 2012   | Pan-STARRS                |
| 698637       | 2018 FL22                | 11 novembre 2010  | Mount Lemmon Survey       |
| 698638       | 2018 FH23                | 3 febbraio 2012   | Pan-STARRS                |
| 698639       | 2018 FA25                | 11 aprile 2013    | Spacewatch                |
| 698640       | 2018 FK25                | 14 febbraio 2012  | Pan-STARRS                |
| 698641       | 2018 FA26                | 24 settembre 2011 | Mount Lemmon Survey       |
| 698642       | 2018 FP26                | 20 febbraio 2009  | Spacewatch                |
| 698643       | 2018 FF27                | 3 novembre 2015   | Mount Lemmon Survey       |
| 698644       | 2018 FX27                | 15 febbraio 2012  | Pan-STARRS                |
| 698645       | 2018 FV32                | 14 marzo 2007     | Mount Lemmon Survey       |
| 698646       | 2018 FK34                | 21 marzo 2018     | Mount Lemmon Survey       |
| 698647       | 2018 FJ35                | 18 marzo 2018     | Pan-STARRS                |
| 698648       | 2018 FP35                | 17 marzo 2018     | Pan-STARRS                |
| 698649       | 2018 FQ35                | 18 marzo 2018     | Mount Lemmon Survey       |
| 698650       | 2018 FQ37                | 17 marzo 2018     | Pan-STARRS                |
| 698651       | 2018 FR37                | 17 marzo 2018     | Pan-STARRS                |
| 698652       | 2018 FH38                | 18 marzo 2018     | Pan-STARRS                |
| 698653       | 2018 FM38                | 18 marzo 2018     | Pan-STARRS                |
| 698654       | 2018 FU38                | 18 marzo 2018     | Mount Lemmon Survey       |
| 698655       | 2018 FA39                | 20 marzo 2018     | Mount Lemmon Survey       |
| 698656       | 2018 FC40                | 21 ottobre 2016   | Mount Lemmon Survey       |
| 698657       | 2018 FS41                | 18 marzo 2018     | Pan-STARRS                |
| 698658       | 2018 FR42                | 18 marzo 2018     | Pan-STARRS                |
| 698659       | 2018 FJ43                | 21 marzo 2018     | Mount Lemmon Survey       |
| 698660       | 2018 FN43                | 2 ottobre 2010    | Mount Lemmon Survey       |
| 698661       | 2018 FS44                | 18 marzo 2018     | Mount Lemmon Survey       |
| 698662       | 2018 FN45                | 17 marzo 2018     | Pan-STARRS                |
| 698663       | 2018 FG46                | 18 marzo 2018     | Pan-STARRS                |
| 698664       | 2018 FX46                | 17 marzo 2018     | Pan-STARRS                |
| 698665       | 2018 FA47                | 18 marzo 2018     | Pan-STARRS                |
| 698666       | 2018 FG47                | 17 marzo 2018     | Pan-STARRS                |
| 698667       | 2018 FJ47                | 23 marzo 2018     | Mount Lemmon Survey       |
| 698668       | 2018 FK47                | 16 marzo 2018     | Mount Lemmon Survey       |
| 698669       | 2018 FM47                | 17 marzo 2018     | Mount Lemmon Survey       |
| 698670       | 2018 FC50                | 18 marzo 2018     | Pan-STARRS                |
| 698671       | 2018 FA51                | 30 novembre 2005  | Spacewatch                |
| 698672       | 2018 FB51                | 16 marzo 2018     | Mount Lemmon Survey       |
| 698673       | 2018 FW51                | 17 marzo 2018     | Mount Lemmon Survey       |
| 698674       | 2018 FQ52                | 16 marzo 2018     | Mount Lemmon Survey       |
| 698675       | 2018 FV52                | 18 marzo 2018     | Pan-STARRS                |
| 698676       | 2018 FK57                | 17 marzo 2018     | Mount Lemmon Survey       |
| 698677       | 2018 FR58                | 17 marzo 2018     | Pan-STARRS                |
| 698678       | 2018 FS61                | 22 marzo 2018     | Mount Lemmon Survey       |
| 698679       | 2018 FH62                | 23 marzo 2018     | Mount Lemmon Survey       |
| 698680       | 2018 FX69                | 18 marzo 2018     | Pan-STARRS                |
| 698681       | 2018 FT70                | 17 marzo 2018     | Mount Lemmon Survey       |
| 698682       | 2018 GW6                 | 26 febbraio 2012  | Pan-STARRS                |
| 698683       | 2018 GX6                 | 8 febbraio 2013   | Pan-STARRS                |
| 698684       | 2018 GJ8                 | 12 aprile 2018    | Pan-STARRS                |
| 698685       | 2018 GQ8                 | 17 ottobre 1995   | Spacewatch                |
| 698686       | 2018 GW9                 | 15 aprile 2007    | Spacewatch                |
| 698687       | 2018 GZ9                 | 11 maggio 2013    | Mount Lemmon Survey       |
| 698688       | 2018 GY10                | 17 settembre 2006 | Spacewatch                |
| 698689       | 2018 GQ17                | 11 aprile 2018    | Spacewatch                |
| 698690       | 2018 GB19                | 13 aprile 2018    | Pan-STARRS                |
| 698691       | 2018 GE19                | 19 aprile 2007    | Mount Lemmon Survey       |
| 698692       | 2018 GW20                | 22 novembre 2014  | Pan-STARRS                |
| 698693       | 2018 GH23                | 10 aprile 2018    | Mount Lemmon Survey       |
| 698694       | 2018 GJ31                | 14 aprile 2018    | Mount Lemmon Survey       |
| 698695       | 2018 HJ1                 | 16 marzo 2007     | Mount Lemmon Survey       |
| 698696       | 2018 HV6                 | 23 aprile 2018    | Mount Lemmon Survey       |
| 698697       | 2018 HU8                 | 3 dicembre 2005   | Osservatorio di Mauna Kea |
| 698698       | 2018 JP4                 | 22 marzo 2012     | CSS                       |
| 698699       | 2018 JW5                 | 21 ottobre 2006   | Mount Lemmon Survey       |
| 698700       | 2018 KD11                | 19 maggio 2018    | Pan-STARRS                |

## 698701–698800
| Nome   | Designazione provvisoria | Data di scoperta  | Scopritore                |
| ------ | ------------------------ | ----------------- | ------------------------- |
| 698701 | 2018 LK1                 | 16 gennaio 2005   | Osservatorio di Mauna Kea |
| 698702 | 2018 LF2                 | 19 maggio 2018    | Pan-STARRS                |
| 698703 | 2018 LE7                 | 25 marzo 2007     | Mount Lemmon Survey       |
| 698704 | 2018 LA10                | 23 febbraio 2012  | Mount Lemmon Survey       |
| 698705 | 2018 LM10                | 18 novembre 2015  | Pan-STARRS                |
| 698706 | 2018 LC21                | 15 giugno 2018    | Pan-STARRS                |
| 698707 | 2018 LA23                | 14 giugno 2018    | L. Wells                  |
| 698708 | 2018 LY23                | 12 ottobre 2010   | Mount Lemmon Survey       |
| 698709 | 2018 LR25                | 3 giugno 2018     | Pan-STARRS                |
| 698710 | 2018 LF52                | 15 giugno 2018    | Pan-STARRS                |
| 698711 | 2018 MU5                 | 14 settembre 2013 | Pan-STARRS                |
| 698712 | 2018 MS7                 | 20 novembre 2003  | Spacewatch                |
| 698713 | 2018 ME8                 | 14 agosto 2001    | NEAT                      |
| 698714 | 2018 MF19                | 18 giugno 2018    | Pan-STARRS                |
| 698715 | 2018 NL5                 | 9 febbraio 2011   | Mount Lemmon Survey       |
| 698716 | 2018 NK7                 | 21 aprile 2006    | Spacewatch                |
| 698717 | 2018 NP10                | 18 febbraio 2012  | CSS                       |
| 698718 | 2018 NJ15                | 15 ottobre 2015   | Pan-STARRS                |
| 698719 | 2018 NY21                | 12 luglio 2018    | Pan-STARRS                |
| 698720 | 2018 NR29                | 8 luglio 2018     | Pan-STARRS                |
| 698721 | 2018 NQ34                | 8 luglio 2018     | Pan-STARRS                |
| 698722 | 2018 NM43                | 4 luglio 2018     | Pan-STARRS                |
| 698723 | 2018 NP45                | 9 luglio 2018     | Pan-STARRS                |
| 698724 | 2018 NU47                | 9 luglio 2018     | Pan-STARRS                |
| 698725 | 2018 OM1                 | 8 ottobre 2015    | Pan-STARRS                |
| 698726 | 2018 PN3                 | 28 marzo 2011     | Mount Lemmon Survey       |
| 698727 | 2018 PD7                 | 18 giugno 2012    | Mount Lemmon Survey       |
| 698728 | 2018 PE11                | 7 novembre 2012   | Mount Lemmon Survey       |
| 698729 | 2018 PK13                | 30 aprile 2008    | Spacewatch                |
| 698730 | 2018 PL16                | 14 settembre 2013 | Pan-STARRS                |
| 698731 | 2018 PC17                | 21 maggio 2012    | Pan-STARRS                |
| 698732 | 2018 PW31                | 4 marzo 2005      | Mount Lemmon Survey       |
| 698733 | 2018 PL43                | 7 agosto 2018     | Pan-STARRS                |
| 698734 | 2018 PD44                | 7 agosto 2018     | Pan-STARRS                |
| 698735 | 2018 PU50                | 13 agosto 2018    | Pan-STARRS                |
| 698736 | 2018 PH52                | 5 agosto 2018     | Pan-STARRS                |
| 698737 | 2018 PR59                | 7 agosto 2018     | Pan-STARRS                |
| 698738 | 2018 PP72                | 28 febbraio 2014  | Pan-STARRS                |
| 698739 | 2018 PJ76                | 6 agosto 2018     | Pan-STARRS                |
| 698740 | 2018 PJ97                | 6 agosto 2018     | Pan-STARRS                |
| 698741 | 2018 PE131               | 5 settembre 2008  | Spacewatch                |
| 698742 | 2018 QK3                 | 25 aprile 2006    | Spacewatch                |
| 698743 | 2018 QF7                 | 10 aprile 2005    | Mount Lemmon Survey       |
| 698744 | 2018 QZ12                | 8 dicembre 2015   | Mount Lemmon Survey       |
| 698745 | 2018 QE13                | 19 agosto 2018    | Pan-STARRS                |
| 698746 | 2018 QT15                | 10 marzo 2005     | Mount Lemmon Survey       |
| 698747 | 2018 RC13                | 19 agosto 2018    | Pan-STARRS                |
| 698748 | 2018 RT13                | 12 settembre 2001 | LINEAR                    |
| 698749 | 2018 RV13                | 17 dicembre 2015  | Mount Lemmon Survey       |
| 698750 | 2018 RO16                | 19 agosto 2006    | Spacewatch                |
| 698751 | 2018 RF17                | 22 giugno 2011    | Mount Lemmon Survey       |
| 698752 | 2018 RL17                | 3 dicembre 2015   | Pan-STARRS                |
| 698753 | 2018 RN17                | 16 ottobre 2015   | Spacewatch                |
| 698754 | 2018 RA18                | 28 settembre 2002 | AMOS                      |
| 698755 | 2018 RF19                | 23 settembre 2015 | Pan-STARRS                |
| 698756 | 2018 RK19                | 5 aprile 2014     | Pan-STARRS                |
| 698757 | 2018 RZ23                | 20 novembre 2008  | Spacewatch                |
| 698758 | 2018 RQ26                | 1 febbraio 2016   | Pan-STARRS                |
| 698759 | 2018 RG30                | 19 luglio 2007    | Mount Lemmon Survey       |
| 698760 | 2018 RP30                | 24 agosto 2011    | Pan-STARRS                |
| 698761 | 2018 RR32                | 25 agosto 2011    | L. Elenin                 |
| 698762 | 2018 RW34                | 23 ottobre 2005   | CSS                       |
| 698763 | 2018 RW35                | 27 maggio 2014    | Mount Lemmon Survey       |
| 698764 | 2018 RK38                | 17 gennaio 2004   | Spacewatch                |
| 698765 | 2018 SY3                 | 1 dicembre 2008   | Spacewatch                |
| 698766 | 2018 SV10                | 1 luglio 2011     | Mount Lemmon Survey       |
| 698767 | 2018 SW15                | 2 novembre 2007   | Mount Lemmon Survey       |
| 698768 | 2018 SC21                | 27 marzo 2016     | CTIO-DECam                |
| 698769 | 2018 TP10                | 24 settembre 2011 | Pan-STARRS                |
| 698770 | 2018 TS25                | 5 ottobre 2018    | Mount Lemmon Survey       |
| 698771 | 2018 TT29                | 3 ottobre 2018    | Pan-STARRS 2              |
| 698772 | 2018 TV34                | 13 marzo 2016     | L. H. Wasserman           |
| 698773 | 2018 TX34                | 6 ottobre 2018    | Mount Lemmon Survey       |
| 698774 | 2018 UT4                 | 13 febbraio 2012  | Pan-STARRS                |
| 698775 | 2018 UT6                 | 23 settembre 2011 | Spacewatch                |
| 698776 | 2018 US7                 | 3 dicembre 2004   | Spacewatch                |
| 698777 | 2018 UY9                 | 19 settembre 2015 | Pan-STARRS                |
| 698778 | 2018 UZ9                 | 29 agosto 2011    | SSS                       |
| 698779 | 2018 UC10                | 20 ottobre 2011   | Mount Lemmon Survey       |
| 698780 | 2018 UE11                | 1 novembre 2011   | Mount Lemmon Survey       |
| 698781 | 2018 UP12                | 23 ottobre 2011   | Mount Lemmon Survey       |
| 698782 | 2018 UJ13                | 18 dicembre 2015  | Mount Lemmon Survey       |
| 698783 | 2018 UL13                | 3 gennaio 2016    | Pan-STARRS                |
| 698784 | 2018 UO14                | 10 settembre 2018 | Mount Lemmon Survey       |
| 698785 | 2018 UQ14                | 13 aprile 2011    | Mount Lemmon Survey       |
| 698786 | 2018 UD15                | 16 novembre 2011  | Spacewatch                |
| 698787 | 2018 UD16                | 7 novembre 2008   | Mount Lemmon Survey       |
| 698788 | 2018 UF16                | 21 gennaio 2012   | CSS                       |
| 698789 | 2018 UP16                | 4 novembre 2007   | Mount Lemmon Survey       |
| 698790 | 2018 UU17                | 25 dicembre 2011  | CSS                       |
| 698791 | 2018 UX17                | 28 luglio 2011    | Pan-STARRS                |
| 698792 | 2018 UJ25                | 2 ottobre 1995    | Spacewatch                |
| 698793 | 2018 UH27                | 18 ottobre 2018   | Mount Lemmon Survey       |
| 698794 | 2018 UB28                | 16 ottobre 2018   | Pan-STARRS 2              |
| 698795 | 2018 UY29                | 29 ottobre 2018   | Mount Lemmon Survey       |
| 698796 | 2018 UH30                | 16 ottobre 2018   | Pan-STARRS 2              |
| 698797 | 2018 UD36                | 18 ottobre 2018   | Mount Lemmon Survey       |
| 698798 | 2018 UG38                | 24 gennaio 2015   | Pan-STARRS                |
| 698799 | 2018 VJ                  | 31 luglio 2014    | Pan-STARRS                |
| 698800 | 2018 VV12                | 18 gennaio 2012   | Mount Lemmon Survey       |

## 698801–698900
| Nome               | Designazione provvisoria | Data di scoperta  | Scopritore                |
| ------------------ | ------------------------ | ----------------- | ------------------------- |
| 698801             | 2018 VY12                | 17 febbraio 2010  | Spacewatch                |
| 698802             | 2018 VU15                | 28 gennaio 2006   | Mount Lemmon Survey       |
| 698803             | 2018 VA17                | 1 luglio 2014     | Pan-STARRS                |
| 698804             | 2018 VO17                | 7 gennaio 2016    | Pan-STARRS                |
| 698805             | 2018 VY22                | 25 gennaio 2009   | Spacewatch                |
| 698806             | 2018 VS23                | 20 ottobre 2011   | Mount Lemmon Survey       |
| 698807             | 2018 VR30                | 2 ottobre 2005    | LONEOS                    |
| 698808             | 2018 VP32                | 15 settembre 2013 | CSS                       |
| 698809             | 2018 VN36                | 3 dicembre 2005   | Osservatorio di Mauna Kea |
| 698810             | 2018 VM37                | 3 aprile 2011     | Pan-STARRS                |
| 698811             | 2018 VJ43                | 20 settembre 2011 | Pan-STARRS                |
| 698812             | 2018 VV49                | 16 ottobre 2007   | Mount Lemmon Survey       |
| 698813             | 2018 VQ55                | 17 settembre 2006 | Spacewatch                |
| 698814             | 2018 VK59                | 20 dicembre 2006  | Mount Lemmon Survey       |
| 698815             | 2018 VU62                | 23 agosto 2014    | Pan-STARRS                |
| 698816             | 2018 VX66                | 28 maggio 2000    | Spacewatch                |
| 698817             | 2018 VM69                | 13 dicembre 2010  | CSS                       |
| 698818             | 2018 VD70                | 10 dicembre 2014  | Mount Lemmon Survey       |
| 698819             | 2018 VX70                | 28 ottobre 2011   | Mount Lemmon Survey       |
| 698820             | 2018 VB75                | 10 ottobre 2007   | Mount Lemmon Survey       |
| 698821             | 2018 VL76                | 26 dicembre 2006  | Spacewatch                |
| 698822             | 2018 VU78                | 28 agosto 2014    | Pan-STARRS                |
| 698823             | 2018 VD81                | 3 dicembre 2004   | Spacewatch                |
| 698824             | 2018 VH87                | 10 ottobre 2018   | Mount Lemmon Survey       |
| 698825             | 2018 VW87                | 25 luglio 2014    | Pan-STARRS                |
| 698826             | 2018 VT95                | 23 ottobre 2011   | Spacewatch                |
| 698827             | 2018 VN98                | 9 ottobre 2004    | LINEAR                    |
| 698828             | 2018 VX99                | 20 gennaio 2015   | Pan-STARRS                |
| 698829             | 2018 VL101               | 13 novembre 2010  | Mount Lemmon Survey       |
| 698830             | 2018 VE102               | 23 ottobre 2003   | Spacewatch                |
| 698831             | 2018 VT103               | 29 ottobre 2008   | Spacewatch                |
| 698832             | 2018 VY103               | 2 febbraio 2008   | Mount Lemmon Survey       |
| 698833             | 2018 VK105               | 14 novembre 2006  | Mount Lemmon Survey       |
| 698834             | 2018 VC106               | 11 dicembre 2010  | Mount Lemmon Survey       |
| 698835             | 2018 VK112               | 15 settembre 2013 | Mount Lemmon Survey       |
| 698836             | 2018 VX125               | 13 novembre 2018  | Pan-STARRS 2              |
| 698837             | 2018 VL126               | 7 novembre 2018   | Mount Lemmon Survey       |
| 698838             | 2018 VE128               | 2 novembre 2018   | Pan-STARRS 2              |
| 698839             | 2018 VS130               | 2 novembre 2018   | Mount Lemmon Survey       |
| 698840             | 2018 VV130               | 8 novembre 2018   | Mount Lemmon Survey       |
| 698841             | 2018 VX130               | 9 novembre 2018   | Pan-STARRS 2              |
| 698842             | 2018 VZ131               | 6 novembre 2018   | Pan-STARRS 2              |
| 698843             | 2018 VW143               | 8 novembre 2018   | Pan-STARRS 2              |
| 698844             | 2018 VW145               | 3 novembre 2018   | Mount Lemmon Survey       |
| 698845             | 2018 VX150               | 6 novembre 2018   | Pan-STARRS 2              |
| 698846             | 2018 VH151               | 4 novembre 2018   | Mount Lemmon Survey       |
| 698847 Zhangguimin | 2018 VR154               | 14 ottobre 2009   | PMO NEO                   |
| 698848             | 2018 VA167               | 15 gennaio 2015   | Pan-STARRS                |
| 698849             | 2018 WJ9                 | 10 dicembre 2014  | Mount Lemmon Survey       |
| 698850             | 2018 WX12                | 17 novembre 2018  | Mount Lemmon Survey       |
| 698851             | 2018 XH3                 | 3 settembre 2002  | NEAT                      |
| 698852             | 2018 XL7                 | 26 novembre 2014  | Pan-STARRS                |
| 698853             | 2018 XQ9                 | 23 dicembre 2014  | CSS                       |
| 698854             | 2018 XV13                | 16 dicembre 2014  | Pan-STARRS                |
| 698855             | 2018 XD15                | 18 gennaio 2004   | NEAT                      |
| 698856             | 2018 XQ15                | 30 aprile 2005    | Spacewatch                |
| 698857             | 2018 XG17                | 30 novembre 2005  | Mount Lemmon Survey       |
| 698858             | 2018 XV19                | 29 settembre 2009 | Mount Lemmon Survey       |
| 698859             | 2018 XY19                | 17 febbraio 2015  | Pan-STARRS                |
| 698860             | 2018 XS25                | 9 aprile 2016     | Pan-STARRS                |
| 698861             | 2018 XH27                | 15 novembre 2017  | Mount Lemmon Survey       |
| 698862             | 2018 XB28                | 3 dicembre 2018   | ESA OGS                   |
| 698863             | 2018 XV31                | 15 dicembre 2018  | Pan-STARRS                |
| 698864             | 2018 XA32                | 10 dicembre 2018  | Mount Lemmon Survey       |
| 698865             | 2018 XF34                | 13 dicembre 2018  | Pan-STARRS                |
| 698866             | 2018 XL35                | 20 gennaio 2015   | Mount Lemmon Survey       |
| 698867             | 2018 XX40                | 10 dicembre 2018  | Mount Lemmon Survey       |
| 698868             | 2018 YC3                 | 2 luglio 2014     | Pan-STARRS                |
| 698869             | 2018 YA7                 | 25 gennaio 2015   | Pan-STARRS                |
| 698870             | 2018 YP8                 | 16 settembre 2017 | Pan-STARRS                |
| 698871             | 2018 YU8                 | 17 dicembre 2018  | Pan-STARRS                |
| 698872             | 2018 YC10                | 21 aprile 2015    | CTIO-DECam                |
| 698873             | 2018 YO15                | 18 aprile 2015    | CTIO-DECam                |
| 698874             | 2018 YP15                | 16 dicembre 2018  | Pan-STARRS                |
| 698875             | 2018 YV15                | 29 luglio 2017    | Pan-STARRS                |
| 698876             | 2019 AJ16                | 14 gennaio 2019   | Pan-STARRS                |
| 698877             | 2019 AT16                | 26 dicembre 2014  | Pan-STARRS                |
| 698878             | 2019 AA19                | 16 dicembre 2014  | Pan-STARRS                |
| 698879             | 2019 AC20                | 27 settembre 2006 | Spacewatch                |
| 698880             | 2019 AH21                | 16 agosto 2017    | Pan-STARRS                |
| 698881             | 2019 AL21                | 3 giugno 2006     | Mount Lemmon Survey       |
| 698882             | 2019 AD27                | 26 agosto 2013    | Pan-STARRS                |
| 698883             | 2019 AD28                | 8 gennaio 2002    | LINEAR                    |
| 698884             | 2019 AO28                | 29 aprile 2009    | Mount Lemmon Survey       |
| 698885             | 2019 AW29                | 23 marzo 2004     | Spacewatch                |
| 698886             | 2019 AP30                | 29 dicembre 2005  | Mount Lemmon Survey       |
| 698887             | 2019 AC31                | 5 aprile 2011     | CSS                       |
| 698888             | 2019 AF31                | 1 dicembre 2014   | Pan-STARRS                |
| 698889             | 2019 AX31                | 18 settembre 2009 | Mount Lemmon Survey       |
| 698890             | 2019 AA32                | 27 agosto 2005    | NEAT                      |
| 698891             | 2019 AK35                | 17 settembre 2017 | Pan-STARRS                |
| 698892             | 2019 AK36                | 1 ottobre 2017    | Mount Lemmon Survey       |
| 698893             | 2019 AN37                | 18 ottobre 2009   | CSS                       |
| 698894             | 2019 AH42                | 21 dicembre 2014  | Pan-STARRS                |
| 698895             | 2019 AY42                | 19 novembre 2006  | CSS                       |
| 698896             | 2019 AM47                | 6 gennaio 2019    | Pan-STARRS                |
| 698897             | 2019 AH48                | 3 agosto 2016     | Pan-STARRS                |
| 698898             | 2019 AA50                | 7 luglio 2016     | Pan-STARRS                |
| 698899             | 2019 AH51                | 22 gennaio 2015   | Pan-STARRS                |
| 698900             | 2019 AN51                | 6 gennaio 2019    | Pan-STARRS                |

## 698901–699000
| Nome   | Designazione provvisoria | Data di scoperta  | Scopritore            |
| ------ | ------------------------ | ----------------- | --------------------- |
| 698901 | 2019 AT52                | 23 gennaio 2015   | Pan-STARRS            |
| 698902 | 2019 AM54                | 11 gennaio 2019   | Pan-STARRS            |
| 698903 | 2019 AR54                | 3 gennaio 2019    | Pan-STARRS            |
| 698904 | 2019 AW54                | 3 gennaio 2019    | Pan-STARRS            |
| 698905 | 2019 AH55                | 31 gennaio 2009   | Mount Lemmon Survey   |
| 698906 | 2019 AW55                | 2 gennaio 2019    | Pan-STARRS            |
| 698907 | 2019 AA56                | 10 gennaio 2019   | Pan-STARRS            |
| 698908 | 2019 AZ56                | 14 gennaio 2019   | Pan-STARRS            |
| 698909 | 2019 AB57                | 9 gennaio 2019    | Pan-STARRS            |
| 698910 | 2019 AP58                | 30 agosto 2016    | Mount Lemmon Survey   |
| 698911 | 2019 AD59                | 2 gennaio 2019    | Pan-STARRS            |
| 698912 | 2019 AF59                | 4 gennaio 2019    | Pan-STARRS            |
| 698913 | 2019 AM59                | 13 gennaio 2019   | Pan-STARRS            |
| 698914 | 2019 AS59                | 14 gennaio 2019   | Pan-STARRS            |
| 698915 | 2019 AT59                | 14 gennaio 2019   | Pan-STARRS            |
| 698916 | 2019 AC60                | 4 gennaio 2019    | Pan-STARRS            |
| 698917 | 2019 AG60                | 8 gennaio 2019    | Pan-STARRS            |
| 698918 | 2019 AJ60                | 3 gennaio 2019    | Pan-STARRS            |
| 698919 | 2019 AM60                | 14 gennaio 2019   | Pan-STARRS            |
| 698920 | 2019 AN60                | 3 gennaio 2019    | Pan-STARRS            |
| 698921 | 2019 AT60                | 12 gennaio 2019   | Pan-STARRS            |
| 698922 | 2019 AH66                | 8 gennaio 2019    | Pan-STARRS            |
| 698923 | 2019 AK66                | 9 gennaio 2019    | Pan-STARRS            |
| 698924 | 2019 AO66                | 14 gennaio 2019   | Pan-STARRS            |
| 698925 | 2019 AB71                | 9 gennaio 2019    | Pan-STARRS            |
| 698926 | 2019 AW71                | 2 gennaio 2019    | Pan-STARRS            |
| 698927 | 2019 AD72                | 11 giugno 2015    | Pan-STARRS            |
| 698928 | 2019 AW74                | 4 gennaio 2019    | Pan-STARRS            |
| 698929 | 2019 AB78                | 20 marzo 2015     | Pan-STARRS            |
| 698930 | 2019 AG79                | 8 gennaio 2019    | Pan-STARRS            |
| 698931 | 2019 AH80                | 7 gennaio 2019    | Pan-STARRS            |
| 698932 | 2019 AB83                | 8 gennaio 2019    | Pan-STARRS            |
| 698933 | 2019 AZ83                | 8 gennaio 2019    | Pan-STARRS            |
| 698934 | 2019 AO84                | 8 agosto 2016     | Pan-STARRS            |
| 698935 | 2019 AU86                | 31 agosto 2017    | Pan-STARRS            |
| 698936 | 2019 AV86                | 26 novembre 2014  | Pan-STARRS            |
| 698937 | 2019 AZ86                | 11 gennaio 2019   | Pan-STARRS            |
| 698938 | 2019 AC88                | 8 gennaio 2019    | Pan-STARRS            |
| 698939 | 2019 AO89                | 15 gennaio 2019   | Pan-STARRS            |
| 698940 | 2019 AW90                | 16 marzo 2012     | Pan-STARRS            |
| 698941 | 2019 AR92                | 15 gennaio 2019   | Pan-STARRS 2          |
| 698942 | 2019 AP96                | 10 novembre 2017  | Pan-STARRS            |
| 698943 | 2019 AU97                | 3 gennaio 2019    | Pan-STARRS            |
| 698944 | 2019 AW99                | 2 gennaio 2019    | Pan-STARRS            |
| 698945 | 2019 AH113               | 11 gennaio 2019   | Mount Lemmon Survey   |
| 698946 | 2019 AU133               | 3 giugno 2011     | Mount Lemmon Survey   |
| 698947 | 2019 BP5                 | 15 giugno 2015    | Mount Lemmon Survey   |
| 698948 | 2019 BW5                 | 24 aprile 2006    | Spacewatch            |
| 698949 | 2019 BO7                 | 25 ottobre 2005   | Spacewatch            |
| 698950 | 2019 BM8                 | 14 settembre 2013 | Pan-STARRS            |
| 698951 | 2019 BK9                 | 16 gennaio 2019   | Pan-STARRS            |
| 698952 | 2019 CP6                 | 23 ottobre 2008   | Mount Lemmon Survey   |
| 698953 | 2019 CE7                 | 29 ottobre 2014   | Pan-STARRS            |
| 698954 | 2019 CO7                 | 2 marzo 2012      | Spacewatch            |
| 698955 | 2019 CW7                 | 8 agosto 2016     | Pan-STARRS            |
| 698956 | 2019 CA8                 | 19 dicembre 2009  | Mount Lemmon Survey   |
| 698957 | 2019 CU9                 | 8 maggio 2011     | Mount Lemmon Survey   |
| 698958 | 2019 CZ9                 | 6 gennaio 2006    | Spacewatch            |
| 698959 | 2019 CQ10                | 18 settembre 2012 | Mount Lemmon Survey   |
| 698960 | 2019 CY10                | 21 dicembre 2005  | Spacewatch            |
| 698961 | 2019 CN13                | 4 febbraio 2019   | Pan-STARRS            |
| 698962 | 2019 CE14                | 4 febbraio 2019   | Pan-STARRS            |
| 698963 | 2019 CH14                | 5 febbraio 2019   | Pan-STARRS            |
| 698964 | 2019 CW14                | 18 aprile 2015    | CTIO-DECam            |
| 698965 | 2019 CC16                | 4 febbraio 2019   | Pan-STARRS            |
| 698966 | 2019 CT17                | 4 febbraio 2019   | Pan-STARRS 2          |
| 698967 | 2019 CU17                | 11 luglio 2016    | Pan-STARRS            |
| 698968 | 2019 CH19                | 4 febbraio 2019   | Pan-STARRS            |
| 698969 | 2019 CV19                | 7 agosto 2016     | Pan-STARRS            |
| 698970 | 2019 CJ21                | 7 agosto 2016     | Pan-STARRS            |
| 698971 | 2019 CP21                | 18 aprile 2015    | CTIO-DECam            |
| 698972 | 2019 DN2                 | 27 aprile 2009    | Spacewatch            |
| 698973 | 2019 DK4                 | 3 agosto 2016     | Pan-STARRS            |
| 698974 | 2019 DP4                 | 28 febbraio 2019  | Mount Lemmon Survey   |
| 698975 | 2019 DV4                 | 18 maggio 2015    | Pan-STARRS            |
| 698976 | 2019 DB5                 | 28 febbraio 2019  | Mount Lemmon Survey   |
| 698977 | 2019 ES4                 | 15 marzo 2019     | Mount Lemmon Survey   |
| 698978 | 2019 EZ6                 | 4 marzo 2019      | Mount Lemmon Survey   |
| 698979 | 2019 FK3                 | 23 ottobre 2004   | Spacewatch            |
| 698980 | 2019 FX3                 | 9 ottobre 2012    | Mount Lemmon Survey   |
| 698981 | 2019 FB6                 | 31 marzo 2014     | Mount Lemmon Survey   |
| 698982 | 2019 FE12                | 23 agosto 2015    | M. Altmann, T. Prusti |
| 698983 | 2019 FD15                | 29 marzo 2019     | Mount Lemmon Survey   |
| 698984 | 2019 FF15                | 31 marzo 2019     | Mount Lemmon Survey   |
| 698985 | 2019 FR15                | 24 aprile 2014    | Mount Lemmon Survey   |
| 698986 | 2019 FW15                | 29 marzo 2019     | Mount Lemmon Survey   |
| 698987 | 2019 FD16                | 31 marzo 2019     | Mount Lemmon Survey   |
| 698988 | 2019 FE16                | 26 marzo 2019     | PMO NEO               |
| 698989 | 2019 FF16                | 29 marzo 2019     | Mount Lemmon Survey   |
| 698990 | 2019 FG16                | 29 marzo 2019     | Mount Lemmon Survey   |
| 698991 | 2019 FL16                | 29 marzo 2019     | Mount Lemmon Survey   |
| 698992 | 2019 FQ16                | 31 marzo 2019     | Mount Lemmon Survey   |
| 698993 | 2019 FW16                | 29 marzo 2019     | Mount Lemmon Survey   |
| 698994 | 2019 FF17                | 29 marzo 2019     | Mount Lemmon Survey   |
| 698995 | 2019 FK18                | 29 marzo 2019     | Mount Lemmon Survey   |
| 698996 | 2019 FD21                | 29 marzo 2019     | Mount Lemmon Survey   |
| 698997 | 2019 FM21                | 31 marzo 2019     | Mount Lemmon Survey   |
| 698998 | 2019 FH22                | 29 marzo 2019     | CSS                   |
| 698999 | 2019 FL24                | 26 febbraio 2014  | Pan-STARRS            |
| 699000 | 2019 FL25                | 29 marzo 2019     | Mount Lemmon Survey   |